# Złodziej dusz (powieść Anety Jadowskiej)
Złodziej dusz – pierwszy tom cyklu Heksalogii o Wiedźmie (bądź też Heksalogii o Dorze Wilk), autorstwa Anety Jadowskiej. Książka została po raz pierwszy wydana w 2012 roku nakładem wydawnictwa Fabryka Słów. Jest powieścią z gatunku urban fantasy i łączy w sobie elementy kryminału. Jej akcja powiązana jest z innymi seriami tej autorki, w tym z Cyklem o Nikicie. Wznowienie ukazało się 12 lutego 2020 nakładem wydawnictwa SQN. 27 kwietnia 2020 książka znajdowała się na 59 miejscu wśród TOP100 bestsellerów sklepu Empik w kategorii fantasy.

## Świat przedstawiony
Akcja powieści toczy się w Toruniu, który posiada dwie strony: zwykłą oraz magiczną zwaną Thornem. 
Strona magiczna jest podobna do tej znanej nam, jednak jest od niej znacznie starsza. W świecie wykreowanym przez Jadowską wiele dużych miast posiada takową: zwykle w ich okolicy znajduje się źródło energii, które przed wiekami przyciągnęło istoty magiczne. Są wśród nich zarówno istoty z wierzeń judeochrześcijańskich, jak i pogańskich. Można więc znaleźć w nim diabły, anioły, ale także wiedźmy, wilkołaki, czy wampiry.
Thorn jest miastem, w którym wszystkie nadnaturalne istoty żyją w jednej wspólnocie, posiadając wspólną Starszyznę. Inaczej wygląda Trójmiasto, które przez starcia pomiędzy gatunkami, podzieliło się na trzy strefy: jedna należy do wampirów, druga do wilkołaków, a trzecia do innych nadnaturalnych (wiedźm, magów itd.). Ponadto tamta okolica jest bardzo silna w magię Pani Północy.
Życie w Thornie odbywa się głównie w różnego rodzaju pubach i barach. Jednym z nich jest Szatański Pierwiosnek, w którym często przebywała główna bohaterka powieści.  
Do świata realnego przechodzi się przez Bramy.  
W świecie przedstawionym voodoo wywodzi się z chrześcijaństwa, jednak przeszło przemianę i obecnie jest wykorzystywane przez przedstawicieli systemu istot nadnaturalnych.   

## Istoty magiczne
W uniwersum Jadowskiej istnieje cały wachlarz nadnaturalnych istot, w tym:
- Wampiry – długowieczne i eleganckie. Potrafią rzucać uroki na swoje ofiary, co pomaga im w żywieniu się. Ponadto czasami posiadają inne nadnaturalne zdolności (np. zdarzają się u nich zdolności telepatyczne). Wyróżniają trzy stany związków, które są szczególnie istotne w przypadku kobiet: takowa może być albo wolna, albo być w świeżym, jeszcze niezaspokojonym związku, albo być w związku zaspokojonym, w którym namiętność zaczyna wygasać. W drugim przypadku zainteresowany kobietą wampir nie próbuje się do niej zbliżyć.
- Wilkołaki – przestawiane jako prostackie istoty, lubiące rozrywki polegające na biciu się. Dominuje u nich siła. Alfa jest najważniejszą osobą w ich społeczności. Aby zająć jego miejsce należy wyzwać go na pojedynek. Ponadto bardzo istotna jest u nich ilość posiadanych przyjaciół, która także świadczy o sile przeciwnika. W ludzkiej postaci posiadają zwiększoną siłę. Zdarzają się wśród nich inne nadnaturalne zdolności, jednak są rzadkością. Większość z nich potrafi zmieniać wygląd tylko w trakcie pełni.
- Wiedźmy – stworzenia magiczne, których geny sprawiły, że potrafią władać jakimś rodzajem magii. Tak zwane białe wiedźmy, które nie chcą składać ofiar ze zwierząt, lub ludzi, muszą poświęcać na ofiarę własną krew.
- Anioły (w tym także te upadłe)
- Chochliki – małe, ale nie bezbronne istoty, o silnej magii.
- Magowie
- Czarownice – ludzkie kobiety, które samodzielnie, poprzez naukę, nabyły nadnaturalnych umiejętności.
- Diabły

## Dora Wilk
Główna bohaterka powieści ma około metra siedemdziesięciu wzrostu. Posiada rude włosy i jasne, szare oczy. Na piersi posiada runę, a na mostku durisaz. Choć w jej rodzinie od pokoleń nie pojawiła się wiedźma w jej przypadku recesywny gen, odpowiadający za nadnaturalne zdolności, uaktywnił się. Dora posiada dom i pracę w realnej części Torunia: pracuje tam jako policjantka. Po godzinach często przebywa jednak w alternatywnym Toruniu. Swoje zdolności wykorzystuje w pracy w policji, tym samym pomagając sobie w rozwiązywaniu spraw. Jest bardzo złym kierowcą i posiada licznych kochanków. Potrafi otwierać drzwi za pomocą wytrychów. Ma około trzydziestu lat. O swoim magicznym pochodzeniu dowiedziała się po tym, jak skończyła osiemnaście. 
Dora zostaje nazwana kundlem – jej krew jest mieszanką genów Bogini Północy i Bogini Płodności. Dzięki temu może odnawiać swoją magiczną aurę zarówno przez wiatr (który najsilniejszy jest w alternatywnym Trójmieście), jak i przez zbliżenie seksualne. Gdyby przeszła wszystkie wymagane rytuały mogłaby stać się sukkubem. Jest średniej klasy wiedźmą, która posiada szeroki wachlarz umiejętności. Nie są one jednak w pełni przez nią rozwijane: przez to, że większą część życia spędza w realnym Toruniu jej aura nie jest wystarczająco silna. Jest to świadomy wybór Dory: mieszkanie w Thornie sprawiłoby, że nie byłaby w stanie funkcjonować w normalnym świecie. Przez naładowanie magią przyciągałaby do siebie innych ludzi w zbyt intensywny sposób. Jej magiczne imię to Jada. 
Jak każda istota magiczna, posiada bardzo dużą potrzebę dotyku, niekoniecznie o zabarwieniu seksualnym. 

## Bohaterowie
- Miron – diabeł, towarzyszy Dorze w rozwiązywaniu śledztwa; jej przyjaciel. Wnuk Lucyfera. Ma około 340 lat i dwa metry wzrostu. Często traktował Dorę jak dziecko. Jednocześnie obydwoje czuli do siebie seksualny pociąg. Diabeł przyznał, że jeśli miałby brać ślub to tylko z nią. Posiada niewielką kawalerkę w Thornie.
- Joshua – anioł, spokrewniony z Mironem, syn Aarona i wnuk Gabriela. Obawia się Dory przez jej magię płodności. Dora pomogła mu namówić samobójczynie do pójścia do Nieba. Ma około dwa metry wzrostu i jasne oczy. Jego nos był prosty, ostro zakończony. Jest określany jako nastoletni anioł. Po odejściu z nieba mieszkał w jednym mieszkaniu z Mironem, swoim rówieśnikiem.
- Witkacy – policjant, eksperymentujący z używkami. Ma ciemne włosy i jasne oczy. Ludzki przyjaciel Dory.
- Katia – nekromantka, z którą Dora jest związana emocjonalnie.
- Luiza – chochlik, który uciekł przed złodziejem dusz; spanikowana Luiza ukryła swój dom, używając iluzji, co niemal doprowadziło do jej śmierci z wycieczenia.
- Gabriel – archanioł, dziadek Joshui.
- Lucyfer – upadły anioł, brat Lucyfera i przodek Mirona. Opisywany, jako kochający i wybaczający dziadek.
- Krzysztof – policjant, współpracownik Dory. Ojciec dwóch córek.
- Monika – żona Krzysztofa. Wygrała koronę balu maturalnego. Nawet po urodzeniu dwójki dzieci zachowała wiotką, delikatną sylwetkę.
- Jacek i Placek – młodzi policjanci pracujący na tym samym komisariacie, co Dora. Nierozłączni.
- Nowakowski – policjant, współpracownik Dory.
- Żamłoda – prokurator, współpracownik Dory, który oskarżył ją o spanie ze wszystkimi pracownikami komisariatu.
- Żukrowski – policjant, pracujący na tym samym komisariacie, co Dora. Wiedźma oskarżała go o pedofilię.
- Władysław Wrzosowski, znany także jako Vlad – mag, który porywał magiczne istoty i przejmował ich moce. Mieszkał przy ulicy Rudackiej 45. Miał pięćdziesiąt dwa lata. Trzy lata przed rozpoczęciem akcji powieści pochował swoją matkę. Posiadał dwa samochody: zieloną Toyotę z 1990 oraz Kangoo z 1996. Miał szczupłą twarz, z lekko zapadniętymi policzkami i ciemnymi, podkrążonymi oczami. Pracował na parkingu obok komendy policji Dory. Socjopata. Był trollim synem.
- Katarzyna - Przewodnicząca sabatu oraz mentorka Dory.
- Kaspian – Partner i posłaniec Katarzyny.
- Julianna – wiedźma, znajoma Dory od czasów szkolenia.
- Viktor – wampir, udający ofiarę Vlada.
- Katarzyna – Pani Ognia i Wody, jedna z członkiń Starszyzny z Thornu.
- Jemioła – stara i potężna wiedźma, ofiara Vlada.
- Marianna – wiedźma płodności, jedna z ofiar Vlada. Poznała Dorę w trakcie szkolenia.
- Wawrzyniec – wampir, jedna z ofiar Vlada.
- Joahim – wampir, jedna z ofiar Vlada.

## Fabuła
Główna bohaterka, Dora Wilk, żyje w dwóch światach. W realnym Toruniu posiada mieszkanie i pracuje jako policjantka. W jego alternatywnej odsłonie jest wiedźmą. Gdy coś porywa magiczne istoty kobieta, na prośbę Starszyzny z magicznego Torunia, zaczyna badać sprawę.
W realnym świecie ktoś zabija niemiłą starszą panią, skłóconą ze wszystkimi sąsiadami. Dora zaczyna badać sprawę, jednak wkrótce zostaje zawieszona. Dzień po tym wydarzeniu na jaw wychodzi, dlaczego to się stało: jeden ze współpracowników zaczął rozpuszczać plotkę, według której kobieta sypiała ze wszystkimi na komisariacie. Nie było to prawdą: kobieta unikała jakichkolwiek związków tego typu ze współpracownikami.
Jednocześnie w Thornie Dora zaczyna badać sprawę zagonień istot magicznych, wybierając się do Trójmiasta, w którym rozmawia z przywódcami wszystkich trzech miast, szukając wskazówek dotyczących maga, który prawdopodobnie porywa stworzenia, w jakiś sposób przejmując ich moce.